# Gomphogyneae
Gomphogyneae — триба рослин родини гарбузових, яка включає 64 види з Азії та Австралазії.

## Склад триби
- Alsomitra[1]
  - Alsomitra macrocarpa — Південно-Східна Азія, Нова Гвінея
- Bayabusua[2]
  - Bayabusua clarkei — Малайський півострів
- Gomphogyne[3]
  - 7 видів — Гімалаї, Південно-Східна Азія
- Gynostemma[4]
  - 16 видів — Південна, Південно-Східна, Східна Азія, Нова Гвінея
- Hemsleya[5]
  - 27 видів — Південно-Східна Азія, Нова Гвінея
- Neoalsomitra[6]
  - 12 видів — Південна й Південно-Східна Азія, Нова Гвінея, пн.-сх. Австралія